# 亮鳞杜鹃
亮鳞杜鹃（学名：Rhododendron heliolepis）为杜鹃花科杜鹃花属下的一个种。

## 扩展阅读
- 維基物種上的相關：亮鳞杜鹃